# Max-Josef Volmer
Max-Josef Volmer (* 1. März 1874 in Berlin; † 10. Dezember 1948 in Wiesbaden) war ein deutscher Jurist. Er war von 1932 bis 1933 Präsident des Oberlandesgerichts Köln.

## Leben
Volmer studierte Rechtswissenschaften und wurde zum Dr. jur. promoviert und wurde 1895 Gerichtsreferendar. Er wurde 1900 Gerichtsassessor und arbeitete von 1901 bis 1906 als Hilfsarbeiter im Reichsjustizamt. Im Jahr 1906 erfolgte die Ernennung zum Amtsrichter in Bensberg sowie 1907 zum Landrichter in Köln und 1913 zum Kammergerichtsrat und Senatspräsidenten in Berlin.
Er wurde 1916 Geheimer Justizrat und Ministerialrat im Reichsjustizministerium. Er wechselte als Richter an das Landgericht Essen, dessen Präsident er 1921 wurde. In Essen war er des Weiteren Stadtverordneter. 
Volmer war von 1932 bis 1933 Präsident des Oberlandesgerichtes Köln. Er folgte auf den im Frühjahr 1932 verstorbenen Heinrich Reichartz. Jedoch musste er bereits im Sommer 1933 das Präsidentenamt an Alexander Bergmann abgeben, da nicht NS-konforme Gerichtspräsidenten und leitende Staatsanwälte aufgrund der Machtergreifung Hitlers von Parteikollegen und NS-Anhängern abgelöst wurden. So kehrte er 1933 zurück nach Berlin und war dort bis 1938 Senatspräsident am Kammergericht Berlin.